# Interlands Oostenrijks voetbalelftal 1960-1969
Deze pagina toont een chronologisch en gedetailleerd overzicht van de interlands die het Oostenrijks voetbalelftal heeft gespeeld in de periode 1960 – 1969.

## Interlands

### 1960
|                                                                          |                                  |       |                                                                                       |                                                                           |
| 27 maart EK 1960 kwalificatie № 294 «onderlinge duels» 15:00 uur (UTC+1) | Oostenrijk                       | 2 – 4 | Frankrijk                                                                             | Praterstadion, Wenen Toeschouwers: 39.229 Scheidsrechter: Leo Helge (DEN) |
| 27 maart EK 1960 kwalificatie № 294 «onderlinge duels» 15:00 uur (UTC+1) | Horst Nemec 27' Erich Probst 64' |       | 46' Jean-Jacques Marcel 59' Bernard Rahis 77' François Heutte 83' (pen.) Raymond Kopa | Praterstadion, Wenen Toeschouwers: 39.229 Scheidsrechter: Leo Helge (DEN) |

|                                                                    |                                                                             |       |            |                                                                                              |
| 1 mei Vriendschappelijk № 295 «onderlinge duels» 16:30 uur (UTC+1) | Tsjecho-Slowakije                                                           | 4 – 0 | Oostenrijk | Stadion Československé Armády, Praag Toeschouwers: 20.000 Scheidsrechter: Bengt Andrén (SWE) |
| 1 mei Vriendschappelijk № 295 «onderlinge duels» 16:30 uur (UTC+1) | Josef Masopust 12' Anton Moravčík 26' Milan Dolinský 30' Andrej Kvašňák 67' |       |            | Stadion Československé Armády, Praag Toeschouwers: 20.000 Scheidsrechter: Bengt Andrén (SWE) |

|                                                                     |                                             |       |                 |                                                                              |
| 29 mei Vriendschappelijk № 296 «onderlinge duels» 16:30 uur (UTC+1) | Oostenrijk                                  | 4 – 1 | Schotland       | Praterstadion, Wenen Toeschouwers: 55.000 Scheidsrechter: Albert Dusch (FRG) |
| 29 mei Vriendschappelijk № 296 «onderlinge duels» 16:30 uur (UTC+1) | Gerhard Hanappi 28', 32' Erich Hof 44', 62' |       | 76' Dave Mackay | Praterstadion, Wenen Toeschouwers: 55.000 Scheidsrechter: Albert Dusch (FRG) |

|                                                                      |                      |       |                                |                                                                               |
| 22 juni Vriendschappelijk № 297 «onderlinge duels» 19:00 uur (UTC+2) | Noorwegen            | 1 – 2 | Oostenrijk                     | Ullevaalstadion, Oslo Toeschouwers: 24.774 Scheidsrechter: Aage Poulsen (DEN) |
| 22 juni Vriendschappelijk № 297 «onderlinge duels» 19:00 uur (UTC+2) | Rolf Bjørn Backe 32' |       | 68' Josef Hamerl 89' Erich Hof | Ullevaalstadion, Oslo Toeschouwers: 24.774 Scheidsrechter: Aage Poulsen (DEN) |

|                                                                          |                                             |       |                       |                                                                               |
| 4 september Vriendschappelijk № 298 «onderlinge duels» 15:30 uur (UTC+1) | Oostenrijk                                  | 3 – 1 | Sovjet-Unie           | Praterstadion, Wenen Toeschouwers: 87.000 Scheidsrechter: Paul Wyssling (SUI) |
| 4 september Vriendschappelijk № 298 «onderlinge duels» 15:30 uur (UTC+1) | Erich Hof 47' (pen.), 88' Rudolf Flögel 85' |       | 32' Viktor Ponedelnik | Praterstadion, Wenen Toeschouwers: 87.000 Scheidsrechter: Paul Wyssling (SUI) |

|                                                                         |                                                       |       |        |                                                                                  |
| 30 oktober Vriendschappelijk № 299 «onderlinge duels» 14:00 uur (UTC+1) | Oostenrijk                                            | 3 – 0 | Spanje | Praterstadion, Wenen Toeschouwers: 90.726 Scheidsrechter: Gottfried Dienst (SUI) |
| 30 oktober Vriendschappelijk № 299 «onderlinge duels» 14:00 uur (UTC+1) | Helmut Senekowitsch 34' Horst Nemec 77' Erich Hof 79' |       |        | Praterstadion, Wenen Toeschouwers: 90.726 Scheidsrechter: Gottfried Dienst (SUI) |

|                                                                          |                                    |       |            |                                                                               |
| 20 november Vriendschappelijk № 300 «onderlinge duels» 13:30 uur (UTC+1) | Hongarije                          | 2 – 0 | Oostenrijk | Népstadion, Boedapest Toeschouwers: 70.000 Scheidsrechter: Joop Martens (NED) |
| 20 november Vriendschappelijk № 300 «onderlinge duels» 13:30 uur (UTC+1) | János Göröcs 75' Ferenc Machos 90' |       |            | Népstadion, Boedapest Toeschouwers: 70.000 Scheidsrechter: Joop Martens (NED) |

|                                                                          |                         |       |                                      |                                                                                     |
| 10 december Vriendschappelijk № 301 «onderlinge duels» 18:30 uur (UTC+1) | Italië                  | 1 – 2 | Oostenrijk                           | Stadio San Paolo, Napels Toeschouwers: 15.000 Scheidsrechter: Pierre Schwinte (FRA) |
| 10 december Vriendschappelijk № 301 «onderlinge duels» 18:30 uur (UTC+1) | Giampiero Boniperti 27' |       | 7' Erich Hof 55' Ernst Kaltenbrunner | Stadio San Paolo, Napels Toeschouwers: 15.000 Scheidsrechter: Pierre Schwinte (FRA) |

### 1961
|                                                                     |                                                      |       |                   |                                                                             |
| 27 mei Vriendschappelijk № 302 «onderlinge duels» 16:30 uur (UTC+1) | Oostenrijk                                           | 3 – 1 | Engeland          | Praterstadion, Wenen Toeschouwers: 90.726 Scheidsrechter: Karol Galba (TCH) |
| 27 mei Vriendschappelijk № 302 «onderlinge duels» 16:30 uur (UTC+1) | Erich Hof 3' Horst Nemec 25' Helmut Senekowitsch 80' |       | 16' Jimmy Greaves | Praterstadion, Wenen Toeschouwers: 90.726 Scheidsrechter: Karol Galba (TCH) |

|                                                                     |                  |       |                                     |                                                                                   |
| 27 mei Vriendschappelijk № 303 «onderlinge duels» 16:30 uur (UTC+1) | Hongarije        | 1 – 2 | Oostenrijk                          | Népstadion, Boedapest Toeschouwers: 80.000 Scheidsrechter: Gottfried Dienst (SUI) |
| 27 mei Vriendschappelijk № 303 «onderlinge duels» 16:30 uur (UTC+1) | János Göröcs 44' |       | 15' Fritz Rafreider 54' Horst Nemec | Népstadion, Boedapest Toeschouwers: 80.000 Scheidsrechter: Gottfried Dienst (SUI) |

|                                                                           |             |                    |            |                                                                                       |
| 10 september Vriendschappelijk № 304 «onderlinge duels» 15:00 uur (UTC+3) | Sovjet-Unie | 0 – 1              | Oostenrijk | Centraal Leninstadion, Moskou Toeschouwers: 102.000 Scheidsrechter: Bertil Lööw (SWE) |
| 10 september Vriendschappelijk № 304 «onderlinge duels» 15:00 uur (UTC+3) |             | 7' Fritz Rafreider |            | Centraal Leninstadion, Moskou Toeschouwers: 102.000 Scheidsrechter: Bertil Lööw (SWE) |

|                                                                        |                      |       |                                    |                                                                                |
| 8 oktober Vriendschappelijk № 305 «onderlinge duels» 14:30 uur (UTC+1) | Oostenrijk           | 2 – 1 | Hongarije                          | Praterstadion, Wenen Toeschouwers: 86.000 Scheidsrechter: Václav Korelus (TCH) |
| 8 oktober Vriendschappelijk № 305 «onderlinge duels» 14:30 uur (UTC+1) | Erich Hof 13' (pen.) |       | 9' Lajos Tichy 82' Rudolf Oslansky | Praterstadion, Wenen Toeschouwers: 86.000 Scheidsrechter: Václav Korelus (TCH) |

|                                                                          |                         |       |                 |                                                                               |
| 19 november Vriendschappelijk № 306 «onderlinge duels» 14:00 uur (UTC+1) | Joegoslavië             | 2 – 1 | Oostenrijk      | Maksimirstadion, Zagreb Toeschouwers: 43.000 Scheidsrechter: János Pósa (HUN) |
| 19 november Vriendschappelijk № 306 «onderlinge duels» 14:00 uur (UTC+1) | Dražan Jerković 2', 75' |       | 29' Horst Nemec | Maksimirstadion, Zagreb Toeschouwers: 43.000 Scheidsrechter: János Pósa (HUN) |

### 1962
|                                                                        |                                                  |       |            |                                                                                                 |
| 5 januari Vriendschappelijk № 307 «onderlinge duels» 15:00 uur (UTC+2) | Verenigde Arabische Republiek Mohamed Badawi 18' | 1 – 0 | Oostenrijk | Cairo Internationaal Stadion, Caïro Toeschouwers: 35.000 Scheidsrechter: Kurt Tschenscher (GER) |
| 5 januari Vriendschappelijk № 307 «onderlinge duels» 15:00 uur (UTC+2) |                                                  |       |            | Cairo Internationaal Stadion, Caïro Toeschouwers: 35.000 Scheidsrechter: Kurt Tschenscher (GER) |

|                                                                      |                                                       |       |                |                                                                                    |
| 4 april Vriendschappelijk № 308 «onderlinge duels» 15:00 uur (UTC+1) | Engeland                                              | 3 – 1 | Oostenrijk     | Wembley Stadium, Londen Toeschouwers: 50.000 Scheidsrechter: Pierre Schwinte (FRA) |
| 4 april Vriendschappelijk № 308 «onderlinge duels» 15:00 uur (UTC+1) | Ray Crawford 7' Ron Flowers 38' (pen.) Roger Hunt 68' |       | 76' Hans Buzek | Wembley Stadium, Londen Toeschouwers: 50.000 Scheidsrechter: Pierre Schwinte (FRA) |

|                                                                      |                                  |       |                                                    |                                                                              |
| 8 april Vriendschappelijk № 309 «onderlinge duels» 15:30 uur (UTC+1) | Ierland                          | 2 – 3 | Oostenrijk                                         | Dalymount Park, Dublin Toeschouwers: 23.000 Scheidsrechter: Sepp Gulde (SUI) |
| 8 april Vriendschappelijk № 309 «onderlinge duels» 15:30 uur (UTC+1) | Noel Cantwell 47' Liam Tuohy 58' |       | 43' Hans Buzek 57' Horst Hirnschrodt 63' Erich Hof | Dalymount Park, Dublin Toeschouwers: 23.000 Scheidsrechter: Sepp Gulde (SUI) |

|                                                                    |                                               |       |           |                                                                                |
| 6 mei Vriendschappelijk № 310 «onderlinge duels» 16:00 uur (UTC+1) | Oostenrijk                                    | 2 – 0 | Bulgarije | Praterstadion, Wenen Toeschouwers: 65.000 Scheidsrechter: Miroslav Kusák (TCH) |
| 6 mei Vriendschappelijk № 310 «onderlinge duels» 16:00 uur (UTC+1) | Erich Hof 69' (pen.) Kiril Rakarov 75' (e.d.) |       |           | Praterstadion, Wenen Toeschouwers: 65.000 Scheidsrechter: Miroslav Kusák (TCH) |

|                                                                      |                 |       |                      |                                                                              |
| 24 juni Vriendschappelijk № 311 «onderlinge duels» 17:00 uur (UTC+1) | Oostenrijk      | 1 – 2 | Hongarije            | Praterstadion, Wenen Toeschouwers: 70.000 Scheidsrechter: Albert Dusch (GER) |
| 24 juni Vriendschappelijk № 311 «onderlinge duels» 17:00 uur (UTC+1) | Horst Nemec 61' |       | 42', 63' Lajos Tichy | Praterstadion, Wenen Toeschouwers: 70.000 Scheidsrechter: Albert Dusch (GER) |

|                                                                           |            |                                                                                    |                   |                                                                                 |
| 16 september Vriendschappelijk № 312 «onderlinge duels» 15:00 uur (UTC+1) | Oostenrijk | 0 – 6                                                                              | Tsjecho-Slowakije | Praterstadion, Wenen Toeschouwers: 76.000 Scheidsrechter: Pierre Schwinte (FRA) |
| 16 september Vriendschappelijk № 312 «onderlinge duels» 15:00 uur (UTC+1) |            | 14', 65' Rudolf Kučera 21', 32' Josef Masopust 55' Adolf Scherer 79' Josef Kadraba |                   | Praterstadion, Wenen Toeschouwers: 76.000 Scheidsrechter: Pierre Schwinte (FRA) |

|                                                                         |                                    |       |            |                                                                                    |
| 28 oktober Vriendschappelijk № 313 «onderlinge duels» 14:00 uur (UTC+1) | Hongarije                          | 2 – 0 | Oostenrijk | Népstadion, Boedapest Toeschouwers: 50.000 Scheidsrechter: Jozef Kandlbinder (GER) |
| 28 oktober Vriendschappelijk № 313 «onderlinge duels» 14:00 uur (UTC+1) | János Göröcs 22' Károly Sándor 90' |       |            | Népstadion, Boedapest Toeschouwers: 50.000 Scheidsrechter: Jozef Kandlbinder (GER) |

|                                                                          |                 |       |                        |                                                                               |
| 11 november Vriendschappelijk № 314 «onderlinge duels» 14:00 uur (UTC+1) | Oostenrijk      | 1 – 2 | Italië                 | Praterstadion, Wenen Toeschouwers: 60.000 Scheidsrechter: José Barberan (FRA) |
| 11 november Vriendschappelijk № 314 «onderlinge duels» 14:00 uur (UTC+1) | Horst Nemec 90' |       | 64', 77' Ezio Pascutti | Praterstadion, Wenen Toeschouwers: 60.000 Scheidsrechter: José Barberan (FRA) |

|                                                                          |                       |       |                 |                                                                                              |
| 25 november Vriendschappelijk № 315 «onderlinge duels» 15:00 uur (UTC+2) | Bulgarije             | 1 – 1 | Oostenrijk      | Vasil Levski Nationaal Stadion, Sofia Toeschouwers: 55.000 Scheidsrechter: Hakkı Gürüz (TUR) |
| 25 november Vriendschappelijk № 315 «onderlinge duels» 15:00 uur (UTC+2) | Ivan Kolev 40' (pen.) |       | 74' Horst Nemec | Vasil Levski Nationaal Stadion, Sofia Toeschouwers: 55.000 Scheidsrechter: Hakkı Gürüz (TUR) |

### 1963
|                                                                       |                           |       |                   |                                                                                 |
| 24 april Vriendschappelijk № 316 «onderlinge duels» 19:00 uur (UTC+1) | Oostenrijk                | 3 – 1 | Tsjecho-Slowakije | Praterstadion, Wenen Toeschouwers: 76.000 Scheidsrechter: Pierre Schwinte (FRA) |
| 24 april Vriendschappelijk № 316 «onderlinge duels» 19:00 uur (UTC+1) | Horst Nemec 48', 69', 70' |       | 68' Václav Mašek  | Praterstadion, Wenen Toeschouwers: 76.000 Scheidsrechter: Pierre Schwinte (FRA) |

|                                                                    |                                          |       |                  |                                                                               |
| 8 mei Vriendschappelijk № 317 «onderlinge duels» 19:30 uur (UTC+1) | Schotland                                | 4 – 1 | Oostenrijk       | Hampden Park, Glasgow Toeschouwers: 94.596 Scheidsrechter: James Finney (ENG) |
| 8 mei Vriendschappelijk № 317 «onderlinge duels» 19:30 uur (UTC+1) | Davie Wilson 16', 27' Denis Law 28', 71' |       | 77' Toni Linhart | Hampden Park, Glasgow Toeschouwers: 94.596 Scheidsrechter: James Finney (ENG) |

|                                                                     |            |                         |        |                                                                                   |
| 9 juni Vriendschappelijk № 318 «onderlinge duels» 17:00 uur (UTC+1) | Oostenrijk | 0 – 1                   | Italië | Praterstadion, Wenen Toeschouwers: 38.000 Scheidsrechter: Jozef Kandlbinder (FRG) |
| 9 juni Vriendschappelijk № 318 «onderlinge duels» 17:00 uur (UTC+1) |            | 56' Giovanni Trapattoni |        | Praterstadion, Wenen Toeschouwers: 38.000 Scheidsrechter: Jozef Kandlbinder (FRG) |

|                                                                              |            |       |         |                                                                            |
| 25 september EK 1964 kwalificatie № 319 «onderlinge duels» 19:30 uur (UTC+1) | Oostenrijk | 0 – 0 | Ierland | Praterstadion, Wenen Toeschouwers: 26.741 Scheidsrechter: Gyula Gere (HUN) |
| 25 september EK 1964 kwalificatie № 319 «onderlinge duels» 19:30 uur (UTC+1) |            |       |         | Praterstadion, Wenen Toeschouwers: 26.741 Scheidsrechter: Gyula Gere (HUN) |

|                                                                            |                                                |       |                                       |                                                                                |
| 13 oktober EK 1964 kwalificatie № 320 «onderlinge duels» 15:30 uur (UTC+1) | Ierland                                        | 3 – 2 | Oostenrijk                            | Dalymount Park, Dublin Toeschouwers: 39.963 Scheidsrechter: Aage Poulsen (DEN) |
| 13 oktober EK 1964 kwalificatie № 320 «onderlinge duels» 15:30 uur (UTC+1) | Noel Cantwell 44', 89' (pen.) Amby Fogarty 64' |       | 38' Walter Koleznik 83' Rudolf Flögel | Dalymount Park, Dublin Toeschouwers: 39.963 Scheidsrechter: Aage Poulsen (DEN) |

|                                                                         |                                      |       |                    |                                                                                  |
| 27 oktober Vriendschappelijk № 321 «onderlinge duels» 14:00 uur (UTC+1) | Hongarije                            | 2 – 1 | Oostenrijk         | Népstadion, Boedapest Toeschouwers: 65.000 Scheidsrechter: Pierre Schwinte (FRA) |
| 27 oktober Vriendschappelijk № 321 «onderlinge duels» 14:00 uur (UTC+1) | Flórián Albert 16' Károly Sándor 29' |       | 79' Franz Viehböck | Népstadion, Boedapest Toeschouwers: 65.000 Scheidsrechter: Pierre Schwinte (FRA) |

|                                                                          |                   |       |            |                                                                                  |
| 14 december Vriendschappelijk № 322 «onderlinge duels» 16:00 uur (UTC+1) | Italië            | 1 – 0 | Oostenrijk | Stadio Comunale, Turijn Toeschouwers: 35.000 Scheidsrechter: Gérard Versyp (BEL) |
| 14 december Vriendschappelijk № 322 «onderlinge duels» 16:00 uur (UTC+1) | Gianni Rivera 75' |       |            | Stadio Comunale, Turijn Toeschouwers: 35.000 Scheidsrechter: Gérard Versyp (BEL) |

### 1964
|                                                                       |                   |       |                  |                                                                                     |
| 12 april Vriendschappelijk № 323 «onderlinge duels» 14:30 uur (UTC+1) | Nederland         | 1 – 1 | Oostenrijk       | Olympisch Stadion, Amsterdam Toeschouwers: 49.000 Scheidsrechter: Milan Fencl (TCH) |
| 12 april Vriendschappelijk № 323 «onderlinge duels» 14:30 uur (UTC+1) | Klaas Nuninga 25' |       | 2' Rudolf Flögel | Olympisch Stadion, Amsterdam Toeschouwers: 49.000 Scheidsrechter: Milan Fencl (TCH) |

|                                                                    |                        |       |           |                                                                                 |
| 3 mei Vriendschappelijk № 324 «onderlinge duels» 16:00 uur (UTC+1) | Oostenrijk             | 1 – 0 | Hongarije | Praterstadion, Wenen Toeschouwers: 66.000 Scheidsrechter: Pierre Schwinte (FRA) |
| 3 mei Vriendschappelijk № 324 «onderlinge duels» 16:00 uur (UTC+1) | Horst Nemec 55' (pen.) |       |           | Praterstadion, Wenen Toeschouwers: 66.000 Scheidsrechter: Pierre Schwinte (FRA) |

|                                                                     |            |                       |         |                                                                                |
| 14 mei Vriendschappelijk № 325 «onderlinge duels» 19:30 uur (UTC+1) | Oostenrijk | 0 – 2                 | Uruguay | Praterstadion, Wenen Toeschouwers: 42.000 Scheidsrechter: Miroslav Kusák (TCH) |
| 14 mei Vriendschappelijk № 325 «onderlinge duels» 19:30 uur (UTC+1) |            | 11', 68' Mario Castro |         | Praterstadion, Wenen Toeschouwers: 42.000 Scheidsrechter: Miroslav Kusák (TCH) |

|                                                                           |                                      |       |                                             |                                                                            |
| 27 september Vriendschappelijk № 326 «onderlinge duels» 15:00 uur (UTC+1) | Oostenrijk                           | 3 – 2 | Joegoslavië                                 | Praterstadion, Wenen Toeschouwers: 55.000 Scheidsrechter: Gyula Gere (HUN) |
| 27 september Vriendschappelijk № 326 «onderlinge duels» 15:00 uur (UTC+1) | Franz Hasil 29' Horst Nemec 48', 90' |       | 35' Vojislav Melić 56' (pen.) Josip Skoblar | Praterstadion, Wenen Toeschouwers: 55.000 Scheidsrechter: Gyula Gere (HUN) |

|                                                                         |                     |       |             |                                                                                  |
| 11 oktober Vriendschappelijk № 327 «onderlinge duels» 14:30 uur (UTC+1) | Oostenrijk          | 1 – 0 | Sovjet-Unie | Praterstadion, Wenen Toeschouwers: 72.000 Scheidsrechter: Gottfried Dienst (SUI) |
| 11 oktober Vriendschappelijk № 327 «onderlinge duels» 14:30 uur (UTC+1) | Walter Glechner 44' |       |             | Praterstadion, Wenen Toeschouwers: 72.000 Scheidsrechter: Gottfried Dienst (SUI) |

### 1965
|                                                                       |                    |       |                                  |                                                                                  |
| 24 maart Vriendschappelijk № 328 «onderlinge duels» 20:30 uur (UTC+1) | Frankrijk          | 1 – 2 | Oostenrijk                       | Parc des Princes, Parijs Toeschouwers: 24.206 Scheidsrechter: Franz Geluck (BEL) |
| 24 maart Vriendschappelijk № 328 «onderlinge duels» 20:30 uur (UTC+1) | Gérard Hausser 28' |       | 15' Walter Seitl 44' Karl Koller | Parc des Princes, Parijs Toeschouwers: 24.206 Scheidsrechter: Franz Geluck (BEL) |

|                                                                          |               |       |                    |                                                                                    |
| 25 april WK 1966 kwalificatie № 329 «onderlinge duels» 16:00 uur (UTC+1) | Oostenrijk    | 1 – 1 | DDR                | Praterstadion, Wenen Toeschouwers: 57.312 Scheidsrechter: Nicolae Mihăilescu (ROU) |
| 25 april WK 1966 kwalificatie № 329 «onderlinge duels» 16:00 uur (UTC+1) | Erich Hof 46' |       | 74' Jürgen Nöldner | Praterstadion, Wenen Toeschouwers: 57.312 Scheidsrechter: Nicolae Mihăilescu (ROU) |

|                                                                     |             |       |            |                                                                                          |
| 16 mei Vriendschappelijk № 330 «onderlinge duels» 15:00 uur (UTC+3) | Sovjet-Unie | 0 – 0 | Oostenrijk | Centraal Leninstadion, Moskou Toeschouwers: 40.000 Scheidsrechter: Gyula Emsberger (HUN) |
| 16 mei Vriendschappelijk № 330 «onderlinge duels» 15:00 uur (UTC+3) |             |       |            | Centraal Leninstadion, Moskou Toeschouwers: 40.000 Scheidsrechter: Gyula Emsberger (HUN) |

|                                                                         |            |                   |           |                                                                                 |
| 13 juni WK 1966 kwalificatie № 331 «onderlinge duels» 17:00 uur (UTC+1) | Oostenrijk | 0 – 1             | Hongarije | Praterstadion, Wenen Toeschouwers: 70.067 Scheidsrechter: Pierre Schwinte (FRA) |
| 13 juni WK 1966 kwalificatie № 331 «onderlinge duels» 17:00 uur (UTC+1) |            | 44' Máté Fenyvesi |           | Praterstadion, Wenen Toeschouwers: 70.067 Scheidsrechter: Pierre Schwinte (FRA) |

|                                                                             |                                                             |       |            |                                                                                    |
| 5 september WK 1966 kwalificatie № 332 «onderlinge duels» 16:00 uur (UTC+1) | Hongarije                                                   | 3 – 0 | Oostenrijk | Népstadion, Boedapest Toeschouwers: 71.950 Scheidsrechter: Antoni Gorączniak (POL) |
| 5 september WK 1966 kwalificatie № 332 «onderlinge duels» 16:00 uur (UTC+1) | János Farkas 4' Máté Fenyvesi 35' Kálmán Mészöly 70' (pen.) |       |            | Népstadion, Boedapest Toeschouwers: 71.950 Scheidsrechter: Antoni Gorączniak (POL) |

|                                                                        |                                                            |       |                |                                                                                      |
| 9 oktober Vriendschappelijk № 333 «onderlinge duels» 16:00 uur (UTC+1) | West-Duitsland                                             | 4 – 1 | Oostenrijk     | Neckarstadion, Stuttgart Toeschouwers: 74.000 Scheidsrechter: Gottfried Dienst (SUI) |
| 9 oktober Vriendschappelijk № 333 «onderlinge duels» 16:00 uur (UTC+1) | Klaus-Dieter Sieloff 33' (pen.) Lothar Ulsaß 47', 64', 81' |       | 23' Hans Buzek | Neckarstadion, Stuttgart Toeschouwers: 74.000 Scheidsrechter: Gottfried Dienst (SUI) |

|                                                                         |                                     |       |                                         |                                                                                    |
| 20 oktober Vriendschappelijk № 334 «onderlinge duels» 19:45 uur (UTC+1) | Engeland                            | 2 – 3 | Oostenrijk                              | Wembley Stadium, Londen Toeschouwers: 65.000 Scheidsrechter: Pierre Schwinte (FRA) |
| 20 oktober Vriendschappelijk № 334 «onderlinge duels» 19:45 uur (UTC+1) | Bobby Charlton 3' John Connelly 59' |       | 53' Rudolf Flögel 73', 80' Toni Fritsch | Wembley Stadium, Londen Toeschouwers: 65.000 Scheidsrechter: Pierre Schwinte (FRA) |

|                                                                            |                   |       |            |                                                                                 |
| 31 oktober WK 1966 kwalificatie № 335 «onderlinge duels» 14:00 uur (UTC+1) | DDR               | 1 – 0 | Oostenrijk | Zentralstadion, Leipzig Toeschouwers: 86.584 Scheidsrechter: Sam Carswell (NIR) |
| 31 oktober WK 1966 kwalificatie № 335 «onderlinge duels» 14:00 uur (UTC+1) | Jürgen Nöldner 1' |       |            | Zentralstadion, Leipzig Toeschouwers: 86.584 Scheidsrechter: Sam Carswell (NIR) |

### 1966
|                                                                       |            |                    |             |                                                                                 |
| 24 april Vriendschappelijk № 336 «onderlinge duels» 15:30 uur (UTC+1) | Oostenrijk | 0 – 1              | Sovjet-Unie | Praterstadion, Wenen Toeschouwers: 67.000 Scheidsrechter: Gyula Emsberger (HUN) |
| 24 april Vriendschappelijk № 336 «onderlinge duels» 15:30 uur (UTC+1) |            | 19' Valeri Voronin |             | Praterstadion, Wenen Toeschouwers: 67.000 Scheidsrechter: Gyula Emsberger (HUN) |

|                                                                     |                  |       |         |                                                                            |
| 22 mei Vriendschappelijk № 337 «onderlinge duels» 15:30 uur (UTC+1) | Oostenrijk       | 1 – 0 | Ierland | Praterstadion, Wenen Toeschouwers: 33.000 Scheidsrechter: Gyula Gere (HUN) |
| 22 mei Vriendschappelijk № 337 «onderlinge duels» 15:30 uur (UTC+1) | Walter Seitl 76' |       |         | Praterstadion, Wenen Toeschouwers: 33.000 Scheidsrechter: Gyula Gere (HUN) |

|                                                                      |                       |       |            |                                                                         |
| 18 juni Vriendschappelijk № 338 «onderlinge duels» 19:00 uur (UTC+2) | Italië                | 1 – 0 | Oostenrijk | San Siro, Milaan Toeschouwers: 35.000 Scheidsrechter: Bertil Lööw (SWE) |
| 18 juni Vriendschappelijk № 338 «onderlinge duels» 19:00 uur (UTC+2) | Tarcisio Burgnich 73' |       |            | San Siro, Milaan Toeschouwers: 35.000 Scheidsrechter: Bertil Lööw (SWE) |

|                                                                           |                                    |       |                            |                                                                                         |
| 18 september Vriendschappelijk № 339 «onderlinge duels» 15:30 uur (UTC+1) | Oostenrijk                         | 2 – 1 | Nederland                  | Ernst Happelstadion, Wenen Toeschouwers: 32.000 Scheidsrechter: Concetto Lo Bello (ITA) |
| 18 september Vriendschappelijk № 339 «onderlinge duels» 15:30 uur (UTC+1) | Robert Sara 12' Franz Viehböck 74' |       | 38' (e.d.) Walter Glechner | Ernst Happelstadion, Wenen Toeschouwers: 32.000 Scheidsrechter: Concetto Lo Bello (ITA) |

|                                                                           |         |       |            |                                                                                     |
| 2 oktober EK 1968 kwalificatie № 340 «onderlinge duels» 14:00 uur (UTC+2) | Finland | 0 – 0 | Oostenrijk | Olympisch Stadion, Helsinki Toeschouwers: 10.070 Scheidsrechter: Peter Coates (IRL) |
| 2 oktober EK 1968 kwalificatie № 340 «onderlinge duels» 14:00 uur (UTC+2) |         |       |            | Olympisch Stadion, Helsinki Toeschouwers: 10.070 Scheidsrechter: Peter Coates (IRL) |

|                                                                        |                                                            |       |                   |                                                                                     |
| 5 oktober Vriendschappelijk № 341 «onderlinge duels» 19:00 uur (UTC+1) | Zweden                                                     | 4 – 1 | Oostenrijk        | Råsundastadion, Solna Toeschouwers: 19.194 Scheidsrechter: Kestutis Andziulis (URS) |
| 5 oktober Vriendschappelijk № 341 «onderlinge duels» 19:00 uur (UTC+1) | Roland Lundblad 23' Ove Kindvall 58' Tom Turesson 65', 78' |       | 79' Rudolf Flögel | Råsundastadion, Solna Toeschouwers: 19.194 Scheidsrechter: Kestutis Andziulis (URS) |

|                                                                         |                           |       |                 |                                                                               |
| 30 oktober Vriendschappelijk № 342 «onderlinge duels» 14:00 uur (UTC+1) | Hongarije                 | 3 – 1 | Oostenrijk      | Népstadion, Boedapest Toeschouwers: 25.000 Scheidsrechter: Othmar Huber (SUI) |
| 30 oktober Vriendschappelijk № 342 «onderlinge duels» 14:00 uur (UTC+1) | János Farkas 8', 74', 85' |       | 89' Franz Wolny | Népstadion, Boedapest Toeschouwers: 25.000 Scheidsrechter: Othmar Huber (SUI) |

### 1967
|                                                                     |            |               |          |                                                                                   |
| 27 mei Vriendschappelijk № 343 «onderlinge duels» 16:30 uur (UTC+1) | Oostenrijk | 0 – 1         | Engeland | Praterstadion, Wenen Toeschouwers: 50.000 Scheidsrechter: Michel Kitabdjian (FRA) |
| 27 mei Vriendschappelijk № 343 «onderlinge duels» 16:30 uur (UTC+1) |            | 21' Alan Ball |          | Praterstadion, Wenen Toeschouwers: 50.000 Scheidsrechter: Michel Kitabdjian (FRA) |

|                                                                         |                                                                                        |       |                                                |                                                                                        |
| 11 juni EK 1968 kwalificatie № 344 «onderlinge duels» 19:00 uur (UTC+3) | Sovjet-Unie                                                                            | 4 – 3 | Oostenrijk                                     | Centraal Leninstadion, Moskou Toeschouwers: 72.142 Scheidsrechter: Einar Boström (SWE) |
| 11 juni EK 1968 kwalificatie № 344 «onderlinge duels» 19:00 uur (UTC+3) | Edoeard Malafejew 25' Anatolij Bysjovets 36' Igor Tsjislenko 43' Edoeard Streltsov 80' |       | 38' Erich Hof 53' Franz Wolny 67' Helmut Siber | Centraal Leninstadion, Moskou Toeschouwers: 72.142 Scheidsrechter: Einar Boström (SWE) |

|                                                                          |               |       |                                                   |                                                                              |
| 6 september Vriendschappelijk № 345 «onderlinge duels» 19:30 uur (UTC+1) | Oostenrijk    | 1 – 3 | Hongarije                                         | Praterstadion, Wenen Toeschouwers: 55.519 Scheidsrechter: Othmar Huber (SUI) |
| 6 september Vriendschappelijk № 345 «onderlinge duels» 19:30 uur (UTC+1) | Erich Hof 78' |       | 40' Ferenc Bene 48' János Farkas 70' Zoltán Varga | Praterstadion, Wenen Toeschouwers: 55.519 Scheidsrechter: Othmar Huber (SUI) |

|                                                                              |                                       |       |                     |                                                                                    |
| 24 september EK 1968 kwalificatie № 346 «onderlinge duels» 15:00 uur (UTC+1) | Oostenrijk                            | 2 – 1 | Finland             | Praterstadion, Wenen Toeschouwers: 25.231 Scheidsrechter: Milivoje Gugulović (YUG) |
| 24 september EK 1968 kwalificatie № 346 «onderlinge duels» 15:00 uur (UTC+1) | Rudolf Flögel 17' Leopold Grausam 79' |       | 57' Juhani Peltonen | Praterstadion, Wenen Toeschouwers: 25.231 Scheidsrechter: Milivoje Gugulović (YUG) |

|                                                                           |                                                            |       |                     |                                                                                                   |
| 4 oktober EK 1968 kwalificatie № 347 «onderlinge duels» 20:30 uur (UTC+2) | Griekenland                                                | 4 – 1 | Oostenrijk          | Georgios Karaiskákisstadion, Piraeus Toeschouwers: 34.552 Scheidsrechter: Vasile Dumitrescu (ROU) |
| 4 oktober EK 1968 kwalificatie № 347 «onderlinge duels» 20:30 uur (UTC+2) | Giorgos Sideris 28', 34' (pen.), 62' Mimis Papaioannou 75' |       | 61' Leopold Grausam | Georgios Karaiskákisstadion, Piraeus Toeschouwers: 34.552 Scheidsrechter: Vasile Dumitrescu (ROU) |

|                                                                            |                     |       |             |                                                                                |
| 15 oktober EK 1968 kwalificatie № 348 «onderlinge duels» 14:30 uur (UTC+1) | Oostenrijk          | 1 – 0 | Sovjet-Unie | Praterstadion, Wenen Toeschouwers: 34.400 Scheidsrechter: Todor Bechirov (BUL) |
| 15 oktober EK 1968 kwalificatie № 348 «onderlinge duels» 14:30 uur (UTC+1) | Leopold Grausam 49' |       |             | Praterstadion, Wenen Toeschouwers: 34.400 Scheidsrechter: Todor Bechirov (BUL) |

|                                                                            |                  |       |                     |                                                                            |
| 5 november EK 1968 kwalificatie № 349 «onderlinge duels» 14:30 uur (UTC+1) | Oostenrijk       | 1 – 1 | Griekenland         | Praterstadion, Wenen Toeschouwers: 31.969 Scheidsrechter: Gyula Gere (HUN) |
| 5 november EK 1968 kwalificatie № 349 «onderlinge duels» 14:30 uur (UTC+1) | Helmut Siber 31' |       | 73' Giorgos Sideris | Praterstadion, Wenen Toeschouwers: 31.969 Scheidsrechter: Gyula Gere (HUN) |

### 1968
|                                                                    |                  |       |                  |                                                                            |
| 1 mei Vriendschappelijk № 350 «onderlinge duels» 16:30 uur (UTC+1) | Oostenrijk       | 1 – 1 | Roemenië         | Linzerstadion, Linz Toeschouwers: 25.842 Scheidsrechter: Karol Galba (TCH) |
| 1 mei Vriendschappelijk № 350 «onderlinge duels» 16:30 uur (UTC+1) | Helmut Siber 85' |       | 8' Tiberiu Kallo | Linzerstadion, Linz Toeschouwers: 25.842 Scheidsrechter: Karol Galba (TCH) |

|                                                                        |                                                                                 |       |                        |                                                                                |
| 19 mei WK 1970 kwalificatie № 351 «onderlinge duels» 15:00 uur (UTC+1) | Oostenrijk                                                                      | 7 – 1 | Cyprus                 | Praterstadion, Wenen Toeschouwers: 27.171 Scheidsrechter: János Biróczky (HUN) |
| 19 mei WK 1970 kwalificatie № 351 «onderlinge duels» 15:00 uur (UTC+1) | Erich Hof 4' (pen.), 42', 53', 68', 75' (pen.) Helmut Redl 25' Helmut Siber 73' |       | 47' Nikos Kantzilieris | Praterstadion, Wenen Toeschouwers: 27.171 Scheidsrechter: János Biróczky (HUN) |

|                                                                      |                                                             |       |               |                                                                                   |
| 16 juni Vriendschappelijk № 352 «onderlinge duels» 18:00 uur (UTC+3) | Sovjet-Unie                                                 | 3 – 1 | Oostenrijk    | Kirovstadion, Leningrad Toeschouwers: 65.000 Scheidsrechter: Hasse Carlsson (SWE) |
| 16 juni Vriendschappelijk № 352 «onderlinge duels» 18:00 uur (UTC+3) | Georgiy Vyun 12' Mikhail Gershkovich 49' Kachi Asatiani 65' |       | 40' Erich Hof | Kirovstadion, Leningrad Toeschouwers: 65.000 Scheidsrechter: Hasse Carlsson (SWE) |

|                                                                           |                 |       |            |                                                                           |
| 22 september Vriendschappelijk № 353 «onderlinge duels» 17:00 uur (UTC+1) | Zwitserland     | 1 – 0 | Oostenrijk | Wankdorf, Bern Toeschouwers: 19.494 Scheidsrechter: Janus Aalbrecht (NED) |
| 22 september Vriendschappelijk № 353 «onderlinge duels» 17:00 uur (UTC+1) | René Quentin 6' |       |            | Wankdorf, Bern Toeschouwers: 19.494 Scheidsrechter: Janus Aalbrecht (NED) |

|                                                                            |            |                                                |                |                                                                                    |
| 13 oktober WK 1970 kwalificatie № 354 «onderlinge duels» 14:30 uur (UTC+1) | Oostenrijk | 0 – 2                                          | West-Duitsland | Praterstadion, Wenen Toeschouwers: 67.115 Scheidsrechter: Stanisław Eksztajn (POL) |
| 13 oktober WK 1970 kwalificatie № 354 «onderlinge duels» 14:30 uur (UTC+1) |            | 16' Gerd Müller 50' (e.d.) Johann Eigenstiller |                | Praterstadion, Wenen Toeschouwers: 67.115 Scheidsrechter: Stanisław Eksztajn (POL) |

|                                                                            |                                |       |                  |                                                                                |
| 6 november WK 1970 kwalificatie № 355 «onderlinge duels» 20:00 uur (UTC+1) | Schotland                      | 2 – 1 | Oostenrijk       | Hampden Park, Glasgow Toeschouwers: 80.856 Scheidsrechter: Curt Liedberg (SWE) |
| 6 november WK 1970 kwalificatie № 355 «onderlinge duels» 20:00 uur (UTC+1) | Denis Law 8' Billy Bremner 76' |       | 3' August Starek | Hampden Park, Glasgow Toeschouwers: 80.856 Scheidsrechter: Curt Liedberg (SWE) |

|                                                                          |                                  |       |                               |                                                                                  |
| 10 november Vriendschappelijk № 356 «onderlinge duels» 15:30 uur (UTC+1) | Ierland                          | 2 – 2 | Oostenrijk                    | Dalymount Park, Dublin Toeschouwers: 18.000 Scheidsrechter: Bobby Davidson (SCO) |
| 10 november Vriendschappelijk № 356 «onderlinge duels» 15:30 uur (UTC+1) | Eamonn Rogers 82' Alfie Hale 87' |       | 15' Helmut Redl 50' Erich Hof | Dalymount Park, Dublin Toeschouwers: 18.000 Scheidsrechter: Bobby Davidson (SCO) |

### 1969
|                                                                          |                         |       |                                   |                                                                            |
| 19 april WK 1970 kwalificatie № 357 «onderlinge duels» 16:00 uur (UTC+2) | Cyprus                  | 1 – 2 | Oostenrijk                        | GSP-stadion, Nicosia Toeschouwers: 5.247 Scheidsrechter: Gocho Rusev (BUL) |
| 19 april WK 1970 kwalificatie № 357 «onderlinge duels» 16:00 uur (UTC+2) | Panikos Euthimiadis 90' |       | 27' Wilhelm Kreuz 55' Helmut Redl | GSP-stadion, Nicosia Toeschouwers: 5.247 Scheidsrechter: Gocho Rusev (BUL) |

|                                                                       |                         |       |                   |                                                                                         |
| 23 april Vriendschappelijk № 358 «onderlinge duels» 15:30 uur (UTC+2) | Israël                  | 1 – 1 | Oostenrijk        | Ramat Ganstadion, Ramat Gan Toeschouwers: 32.000 Scheidsrechter: Aurelio Angonese (ITA) |
| 23 april Vriendschappelijk № 358 «onderlinge duels» 15:30 uur (UTC+2) | Yehoshua Feigenboim 20' |       | 39' Wilhelm Kreuz | Ramat Ganstadion, Ramat Gan Toeschouwers: 32.000 Scheidsrechter: Aurelio Angonese (ITA) |

|                                                                       |              |       |                                              |                                                                             |
| 27 april Vriendschappelijk № 359 «onderlinge duels» 15:30 uur (UTC+1) | Malta        | 1 – 3 | Oostenrijk                                   | Empire Stadion, Gżira Toeschouwers: 9.449 Scheidsrechter: Fabio Monti (ITA) |
| 27 april Vriendschappelijk № 359 «onderlinge duels» 15:30 uur (UTC+1) | Joe Cini 46' |       | 21', 64' Helmut Köglberger 25' Wilhelm Kreuz | Empire Stadion, Gżira Toeschouwers: 9.449 Scheidsrechter: Fabio Monti (ITA) |

|                                                                        |                 |       |            |                                                                                           |
| 10 mei WK 1970 kwalificatie № 360 «onderlinge duels» 16:00 uur (UTC+1) | West-Duitsland  | 1 – 0 | Oostenrijk | Städtisches Stadion, Neurenberg Toeschouwers: 69.892 Scheidsrechter: Radoslav Fiala (TCH) |
| 10 mei WK 1970 kwalificatie № 360 «onderlinge duels» 16:00 uur (UTC+1) | Gerd Müller 88' |       |            | Städtisches Stadion, Neurenberg Toeschouwers: 69.892 Scheidsrechter: Radoslav Fiala (TCH) |

|                                                                           |                 |       |                 |                                                                                   |
| 21 september Vriendschappelijk № 361 «onderlinge duels» 15:00 uur (UTC+1) | Oostenrijk      | 1 – 1 | West-Duitsland  | Praterstadion, Wenen Toeschouwers: 28.000 Scheidsrechter: Concetto Lo Bello (ITA) |
| 21 september Vriendschappelijk № 361 «onderlinge duels» 15:00 uur (UTC+1) | Hans Pirkner 7' |       | 16' Gerd Müller | Praterstadion, Wenen Toeschouwers: 28.000 Scheidsrechter: Concetto Lo Bello (ITA) |

|                                                                            |                      |       |           |                                                                                  |
| 5 november WK 1970 kwalificatie № 362 «onderlinge duels» 19:00 uur (UTC+1) | Oostenrijk           | 2 – 0 | Schotland | Praterstadion, Wenen Toeschouwers: 10.091 Scheidsrechter: Karlo Kruashvili (URS) |
| 5 november WK 1970 kwalificatie № 362 «onderlinge duels» 19:00 uur (UTC+1) | Helmut Redl 16', 54' |       |           | Praterstadion, Wenen Toeschouwers: 10.091 Scheidsrechter: Karlo Kruashvili (URS) |

UEFA: Albanië · België · Bulgarije · Cyprus · Denemarken · West-Duitsland · Duitse Democratische Republiek · Engeland · Finland · Frankrijk · Griekenland · Hongarije · Ierland · IJsland · Italië · Joegoslavië · Luxemburg · Malta · Nederland · Noord-Ierland · Noorwegen · Oostenrijk · Polen · Portugal · Roemenië · Schotland · Sovjet-Unie · Spanje · Tsjecho-Slowakije · Turkije · Wales · Zweden · Zwitserland

CAF: Madagaskar AFC: Israël

ÖFB · A-internationals · Selecties · Bondscoaches · Oostenrijks vrouwenelftal · Olympisch elftal · Oostenrijk U21 · Oostenrijk U20 · Oostenrijk U19 · Oostenrijk U18 · Oostenrijk U17 · Oostenrijk U16 · Vrouwen U17
1902 – 1919 ·
1920 – 1929 ·
1930 – 1939 ·
1940 – 1949 ·
1950 – 1959 ·
1960 – 1969 ·
1970 – 1979 ·
1980 – 1989 ·
1990 – 1999 ·
2000 – 2009 ·
2010 – 2019 ·
2020 – 2029
EK's: 2008 · 
2016 · 
2020 · 
2024
WK's: 1934 · 
1954 · 
1958 · 
1978 · 
1982 · 
1990 · 
1998
OS: 1912 ·
1936 ·
1948 ·
1952
1902 · 
1903 · 
1904 · 
1905 · 
1906 · 
1907 · 
1908 · 
1909 · 
1910 · 
1911 · 
1912 · 
1913 · 
1914 · 
1915 · 
1916 · 
1917 · 
1918 · 
1919 · 
1920 · 
1921 · 
1922 · 
1923 · 
1924 · 
1925 · 
1926 · 
1927 · 
1928 · 
1929 · 
1930 · 
1931 · 
1932 · 
1933 · 
1934 · 
1935 · 
1936 · 
1937 · 
1938 · 1939 · 1940 · 1941 · 1942 · 1943 · 1944 · 1945 · 
1946 · 
1947 · 
1948 · 
1949 · 
1950 · 
1952 · 
1952 · 
1953 · 
1954 · 
1955 · 
1956 · 
1957 · 
1958 · 
1959 · 
1960 · 
1961 · 
1962 · 
1963 · 
1964 · 
1965 · 
1966 · 
1967 · 
1968 · 
1969 · 
1970 · 
1971 · 
1972 · 
1973 · 
1974 · 
1975 · 
1976 · 
1977 · 
1978 · 
1979 · 
1980 · 
1981 · 
1982 · 
1983 · 
1984 · 
1985 · 
1986 · 
1987 · 
1988 · 
1989 · 
1990 ·
1991 · 
1992 · 
1993 · 
1994 · 
1995 · 
1996 · 
1997 · 
1998 · 
1999 · 
2000 · 
2001 · 
2002 · 
2003 · 
2004 · 
2005 · 
2006 · 
2007 · 
2008 · 
2009 · 
2010 · 
2011 · 
2012 · 
2013 · 
2014 · 
2015 · 
2016 · 
2017 · 
2018 · 
2019 · 
2020 · 
2021 ·
2022
Albanië ·
Algerije ·
Andorra ·
Argentinië ·
Azerbeidzjan ·
België ·
Bosnië en Herzegovina ·
Brazilië ·
Bulgarije ·
Canada ·
Chili ·
Costa Rica ·
Cyprus ·
Denemarken ·
DDR ·
Duitsland ·
Egypte ·
Engeland ·
Estland ·
Faeröer ·
Finland ·
Frankrijk ·
Georgië ·
Ghana ·
Griekenland ·
Hongarije ·
Ierland ·
IJsland ·
Iran ·
Israël ·
Italië ·
Ivoorkust ·
Japan ·
Joegoslavië ·
Kameroen ·
Kazachstan ·
Kroatië ·
Letland ·
Liechtenstein ·
Litouwen ·
Luxemburg ·
Malta ·
Moldavië ·
Montenegro ·
Nederland ·
Nigeria ·
Noord-Ierland ·
Noord-Macedonië ·
Noorwegen ·
Oekraïne ·
Paraguay ·
Peru ·
Polen ·
Portugal ·
Roemenië ·
Rusland ·
San Marino ·
Schotland ·
Servië ·
Slovenië ·
Slowakije ·
Sovjet-Unie ·
Spanje ·
Trinidad en Tobago ·
Tsjechië ·
Tsjecho-Slowakije ·
Tunesië ·
Turkije ·
Uruguay ·
Venezuela ·
Verenigde Staten ·
Wales ·
Wit-Rusland ·
Zweden ·
Zwitserland
Algerije (1982) · 
Chili (1982) · 
Duitsland (2008) · 
Frankrijk (1982) · 
Hongarije (2016) · 
Italië (2021) · 
Kroatië (2008) · 
Nederland (2021) · 
Noord-Ierland (1982) · 
Noord-Macedonië (2021) · 
Oekraïne (2021) · 
Polen (2008) ·  
Portugal (2016) · 
West-Duitsland (1982)